# Wilhelm Maurenbrecher
Karl Peter Wilhelm Maurenbrecher, född 21 december 1838 i Bonn, död 6 november 1892 i Leipzig, var en tysk historiker; son till statsrättsläraren Romeo Maurenbrecher, far till filologen Berthold Maurenbrecher och teologen Max Maurenbrecher. 
Maurenbrecher studerade i Berlin under Leopold von Ranke och i München under Heinrich von Sybel, blev docent i Bonn 1863, extra ordinarie professor 1867 samt ordinarie professor 1868 i Dorpat, 1869 i Königsberg, 1877 i Bonn samt 1884 i Leipzig. Maurenbrecher var en bland de första, som sökte tillgodogöra sig skatterna i det spanska statsarkivet i Simancas, och hans vetenskapliga produktion faller till sin huvuddel inom motreformationens historia. 
Hans mest bekanta arbeten är Karl V. und die deutschen Protestanten 1545-1555 (1865), Studien und Skizzen zur Geschichte der Reformationszeit (1874) samt Geschichte der katholischen Reformation (band 1, 1880; ofullbordad), hans främsta arbete, Geschichte der deutschen Königswahlen (1889) samt Die Gründung des deutschen Reiches 1859-1871 (1892; tredje upplagan 1903). Från 1881 var han utgivare av "Historisches Taschenbuch".